# ر. مالساوماتولانجا
ر. مالساوماتولانجا (بالإنجليزية: R Malsawmtluanga)‏ هو لاعب كرة قدم هندي في مركز الوسط، ولد في 12 نوفمبر 1990 في ميزورام في الهند. لعب مع نادي أيزاول.

## وصلات خارجية
- ر. مالساوماتولانجا على موقع قاعدة بيانات كرة القدم.إي يو (الإنجليزية)
- ر. مالساوماتولانجا على موقع Soccerway.com (الإنجليزية)